# Таксі 4
«Таксі́ 4» (фр. Taxi 4) — французький комедійний бойовик 2007 року режисера Жерара Кравчика знятий за сценарієм Люка Бессона. Прем'єра фільму відбулася у Франції 14 лютого 2007 року.

## Сюжет
Емільєн та Даніель стають батьками, проте це не звільнило їх від нових пригод. Даніель пересівши з Peugeot 406 на Peugeot 407 знову опиняється в центрі невдачі марсельської поліції. Група захоплення під керівництвом комісара Жибера успішно проводить затримання «терориста» у готелі, де зупинився відомий футболіст Джібріль Сіссе, якого купив футбольний клуб «Марсель». Жибер та Емільєн супроводжують Сіссе на матч, але поліцейський кортеж потрапляє в чергову аварію. До початку гри залишається кілька хвилин і тоді на допомогу приходить Даніель, який доставляє футболіста за сім хвилин прямо на футбольне поле.
Минає час. Даніель та Емільєн проводять час зі своїми синами, Лео та Максимом, на футбольному стадіоні. Тут несподівано Емільєна викликають у комісаріат. Щойно до Марселя доставили небезпечного у всій Європі злочинця, бельгійця Альбера ван ден Боша. Завдання поліції прийняти злочинця, допитати його, а потім відправити до Конго. Поліція Марселя з жахом, але справляється: спочатку вони запізнилися на прийом злочинця, який утримувався в клітці, потім мало не втратили його, але зрештою доставили до поліцейської дільниці.
Тим часом один із спільників ван ден Боша Серж проникає в поліцейську дільницю і заходить до кабінету Жибера з метою зайти до бази даних та сфальсифікувати інформацію про свій бос. До кабінету заходять Максим та Лео, яких привіз у ділянку Даніель. Вони хотіли пограти на комп'ютері і шукали кабінет із останньою моделлю. З'ясовується, що діти розбираються в технологіях не гірше за дорослих, і вони самі того не знаючи допомагають Сержу підробити базу даних. Пізніше з'являється Жибер і вважає Сержа за вчителя інформатики, якому довелося проводити імпровізований урок.
Емільєн, Ален, озброєний транквілізаторним пістолетом, і Жибер намагаються провести процедуру допиту злочинця, який міститься в спеціальному костюмі і позбавлений з цієї причини нормально говорити. Зі страху поліцейські відмовляються роздягати бельгійця. На спеціальній дошці злочинець пише крейдою слово пі-пі, натякаючи на те, що він хоче в туалет. Жибер глузує з цього, адже його сотні разів проводили таким чином злочинці і опинялися на волі. Емільєн виявляє в костюмі систему, завдяки якій злочинець зможе справити потребу. У туалеті він приводить її в дію. Коли ж Емільєн повернувся, Ален мало не вистрілив у нього від переляку. Роздратований цим Жибер починає вчити Альона поводитися зі зброєю, внаслідок чого сам стріляє собі в ногу і втрачає свідомість. Емільєн і Ален, що залишилися, проводять допит удвох, як раптом вони виявляють, що костюм злочинця сильно розбух: у нього натекло величезна кількість води через те, що Емільєн переплутав шланги, підключивши до води той, який треба було опустити в туалет. Довелося знімати костюм і приводити злочинця, що ледве не потонув, у почуття. Ван ден Бош, що прокинувся, заявив, що насправді його звуть Фенімор Ежен Требуле, він аташе посольства Бельгії і був викрадений людьми ван ден Боша. Поліцейські спочатку не повірили, але в базі даних на сторінці Ван ден Боша вони бачать фотографію іншої людини. Вони також перевірили інформацію про Фенімора Требулі, де виявилося, що справді є такий аташе. Емільєн дзвонить до посольства за вказаним номером телефону, який належить спільникам бельгійця. Ті підтвердили помилкові свідчення Ван ден Боша. Емільєн, вирішивши, що в руках у поліції невинна людина, звільняє бельгійця, який залишає ділянку на таксі Даніеля. Прийшовши до тями Жибер, дізнавшись про все це, звільняє Емільєна.
Даніель весь цей час змушений був доглядати дитину Емільєна, яка прийшла за нею тільки глибокої ночі. Емільєн розповідає Даніелю про свої проблеми. Щоб повернути собі роботу, він задумує повернути бельгійця назад до в'язниці. Даніель каже, що пам'ятає, куди відвіз бельгійця. Друзі висуваються до його лігва. Тим часом після провалу Жибера з бельгійцем під прикриттям працює Петра. Вранці вона бере участь у пограбуванні банку Монако, де працює брат-близнюк Альбера Едуар Требуле. До цього загримований у старого бельгієць змінюється з ним одягом і грабує банк. Емільєн викликає підкріплення, внаслідок чого в руках поліції виявляється Едуар.
Альбер спокійно залишає банк і бере собі у користування розкішну віллу одного колумбійського мафіозі. Усамітнившись, Петра повідомляє про своє місце розташування і викликає підкріплення. Емільєн намагається проникнути в особняк, але необережно потрапляє до рук бандитів, які доставляють його бельгійцю, готового поцілувати спокушену їм Петру. За це вторгнення ван ден Бош збирається розстріляти Емільєна, але Петра рятує чоловіка, вимушено влаштувавши з ним бійку, а потім дозволивши взяти її до заручниць. Тут виникає підкріплення, у якому бере участь Жибер. Стрибнувши на несправному трампліні через паркан, він невдало приземляється на тацю з кокаїном. В особняку бельгієць влаштовує перестрілку з поліцейськими, як раптом з'явився Жибер, який під дією кокаїну, озброївшись двома кулеметами та ракетною установкою, починає обстріл усієї вілли. Рятуючись, Альбер потрапляє прямо в багажник Даніеля. Емільєн та Петра теж їдуть у його машині. На ранок бельгійця заарештовують без можливості втекти повторно.
Фільм закінчується тим, як Даніель та Емільєн разом зі своїми синами відвідали футбольний матч, на якому Жибер, який перебуває в гіперактивному стані після кокаїну, влаштував для футболістів цілий майстер-клас.

## У головних ролях
- Самі Насері — Данієль
- Фредерік Діфенталь — Емільєн
- Бернар Фарсі — комісар Жибер
- Едуар Монтут — Алан
- Жан-Люк Кушар — Альбер ван де Бош
- Емма Сьоберг — Петра
- Франсуа Дам'єн — Серж
- Жан-Крістоф Буве — генерал Едмон Бартіно
- Фредерик Тирмон — дружина генерала Едмона Бартіно

## Саундтрек
1. The Black Eyed Peas — Pump It
2. Sniper — Quoi qu'il arrive
3. Kery James feat. Anissa — Symphonie d'amour
4. Melissa feat. Akhenaton — Avec tout mon amour
5. J-Mi Sissoko feat. Lino — Enfant du ghetto
6. Bakar — Être un homme
7. Shy'm — Victoire (remix)
8. El Matador — Génération Wesh Wesh
9. Tunisiano — Rien à foutre
10. Saïan Supa Crew — Mets les gazes
11. K-Reen feat. Ol' Kainry — Anticonformiste
12. Medine — Les Contraires
13. Mafia K'1 Fry — On vous gêne
14. Melissa et Khaled — Benthi
15. Taïro et Diam's — Qui on appelle?
16. Sir Samuel — Frérot
17. Akil — Nahreg Alik
18. Sinik — Ennemi d'État
19. Nessbeal feat. K-Reen — Légende d'hiver

## Касові збори
Під час показу в Україні, що розпочався 6 березня 2007 року, протягом перших вихідних фільм демонстрували на ? екранах, що дозволило йому зібрати $793,314 і посісти 1 місце в кінопрокаті того тижня. Фільм опустився на другу сходинку українського кінопрокату наступного тижня, адже демонструвався вже на ? екранах і зібрав за ті вихідні ще $209,411. Загалом фільм в кінопрокаті України пробув 4 тижні і зібрав $1,505,365, посівши 8 місце серед найбільш касових фільмів 2007 року.

## Цікаві факти

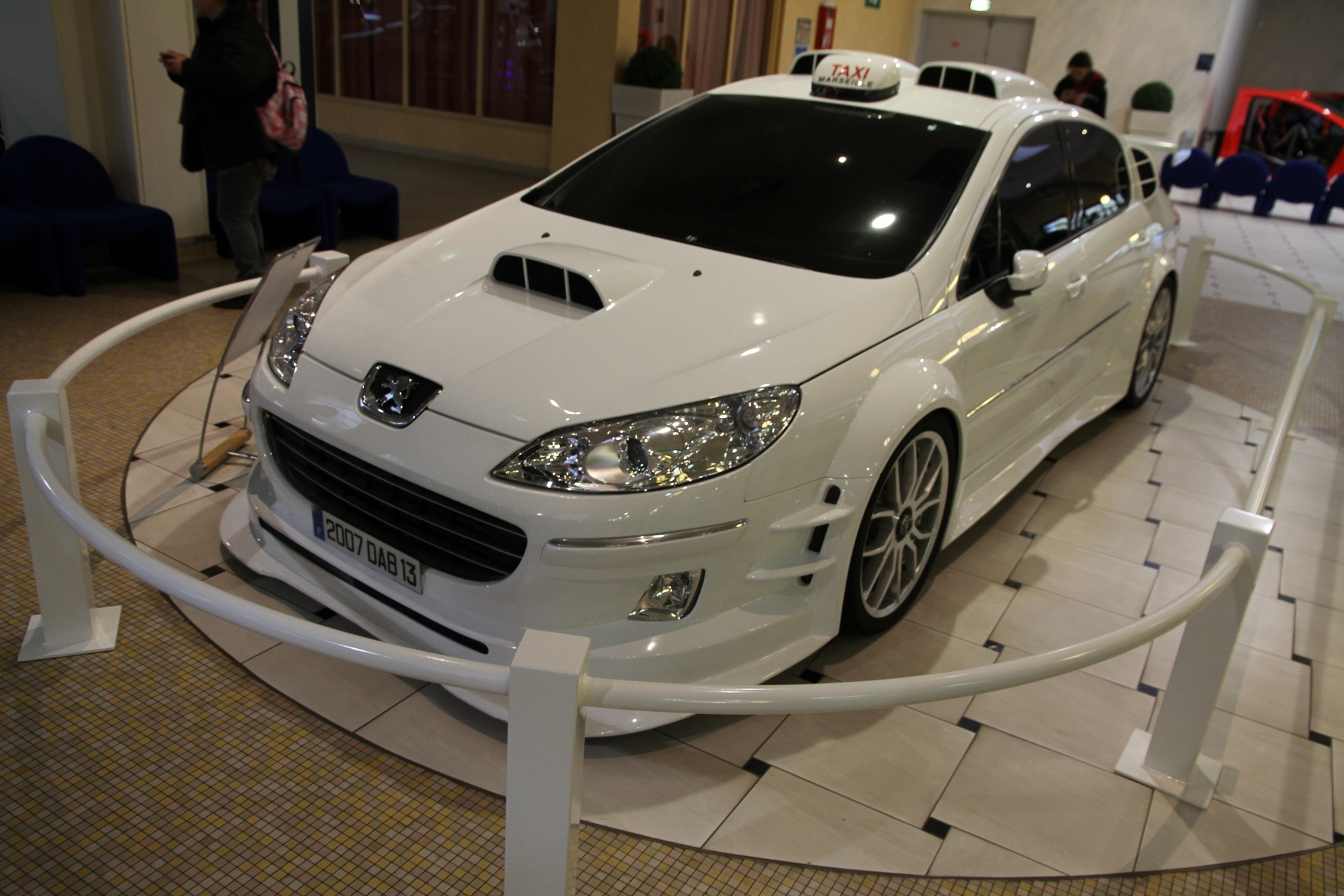
Peugeot 407 з фільму.

- Автомобіль у фільмі Таксі 4 — Peugeot 407;
- У фільмі в камео з'являється французький футболіст Джибріль Сіссе.